# Уваров Сергій Сергійович
Сергій Сергійович Уваров (23 листопада 1885 — 22 листопада 1932) — бердичівський повітовий предводитель дворянства в 1911—1917 роках, директор Київського відділення Російського музичного товариства.

## Біографія
З потомственних дворян Волинської губернії. Син губернського предводителя дворянства Сергія Аполлоновича Уварова і його дружини Софії Володимирівни Яшвіль.
Після закінчення Пажеського корпусу в 1905 році зарахувався до 2-ї експедиції при канцелярії Міністерства закордонних справ, де перебував до вересня 1910 року, коли перейшов на службу в Міністерство внутрішніх справ, будучи призначеним Ізяславський повітовим предводителем дворянства. У березні 1911 року був переведений на ту ж посаду в Бердичівський повіт і займав її аж до революції 1917 року. Був любителем музики й театру, в 1913 році був обраний директором Київського відділення Російського музичного товариства.
В еміграції у Франції, жив у Парижі. Виступав як піаніст і танцюрист, працював тапером. Виступав у трупі Л. Л. Васильчикової (1929—1931), у Театрі драми і комедії О. В. Баранівської (1930) і в Російському закордонному камерному театрі (1931—1932). У 1931 році брав участь у літературно-художніх вечорах Тургенєвського артистичного товариства. Перебував у матеріальній скруті.
Помер у 1932 році в Парижі. Похований на кладовищі Т'є.

## Родина
Першим шлюбом був одружений з Наталією Федорівною Терещенко (1890—1987), дочці цукрозаводчика Ф. А. Терещенка. Їх діти: Наталія (род. 1911) і Сергій (1913—1982). Другий шлюб — з Софією Михайлівною Алферакі (1893—1953), дочкою камергера М. Н. Алферакі.